# 成石平四郎
成石 平四郎（なるいし へいしろう、1882年8月12日 - 1911年1月24日）は、社会主義者である。幸徳事件（大逆事件）で処刑された12名の1人。

## 略歴
和歌山県出身。中央大学卒業。1906年頃より大石誠之助らと共に同県の新宮で社会主義運動を行うが、1910年の大逆事件で逮捕され、後に刑死した。享年30。
兄で雑貨商の成石勘三郎（1880年2月5日 - 1931年1月3日）も大逆事件で逮捕され、死刑判決後に無期懲役となり、1929年に仮釈放となった。